# 空と海をこえて
空と海をこえて（そらとうみをこえて）は、1989年9月16日の21時03分から23時48分（JST）にTBS系列局で放送されたパソコン通信をテーマにしたテレビドラマである。
日立製作所の一社提供（日立スペシャル）。後藤久美子主演。未DVD化。

## 概要
ストーリーは2つの舞台が絡み合っていく。
東京都文京区・小日向に住み、都内の高校に通う主人公・桂木あかね（後藤久美子）がOBの女性と共に、中学生時代通っていた学習塾の後輩らと夏休みに八重山列島・西表島の約10km南に浮かぶ新城島でワークキャンプを行う。
そこで嫌気性細菌ボツリヌスで汚染されたキャベツの浅漬けによる食中毒が発生。電話機が故障のため、パソコン通信で助けを求める。
一方で、矢野高志（加藤茶）が妹・矢野優子（荻野目慶子）の参加している「芭蕉ネット」（オンラインで俳句を作るチャット）に関わり、様々なトラブルを起こしながらも絆を深めてゆく。チャット中に桂木あかねからのSOSが入り、救助に協力する形で物語はクライマックスに。

## あらすじ
中学国語教師・矢野高志は夏休み中にパソコンでも覚えようという気になる。同僚の英語教師・映子は巣鴨でそば屋を営んでいる父・史郎の家業を手伝っている。幼い頃に母を亡くし、父曰くがさつな性格。パソコンに貯金とボーナスを注ぎ込んだと豪語し、高志がパソコンを覚えたいと言うので指導し始める（このような場面では、しばしば基本用語の解説のテロップなどが出る）。妹の優子が高志のアパートへ引越して住み着き、パソコンを持ち込んだことで、興味本位に妹宛のメールを覗いてしまい、勝手に返事を出したことからトラブルが発生する。
シスオペのモモコ（山崎松江）が高志を自宅に招くが、「ハンドルネームを使って本名を名乗らない人は嘘つきのような気がする」と言われ、「こんなおばあちゃんでびっくりしたでしょう」と掲示板に素性を明かしてしまう。草の根BBSは松尾芭蕉・奥の細道300周年ということもあり、「芭蕉ネット」というチャットでモモコから上の句が出されると早い者勝ちで中の句、下の句を詠んでいく句会という設定。高志は国語教師であることから優子に助け舟を出したりする。メンバーはシスオペのモモコ、ドクター（佐伯拓也）、カウボーイ（吉川利次）、アキラ（初めのうちは正体不明）、ゆーこ（矢野優子）。
優子のアルバイト先であるラジオ局、東京文化ラジオの番組「生島ヒロシのバードリスニング」では鳥の声を流すというコーナーがあり、リスナーからのリクエストで結婚式に合わせて二人のなれそめであるオロロン鳥の声を流して欲しいという依頼を受ける。優子は倉庫からテープを見つけたが誤って使い物にならなくさせてしまう。責任を感じた優子がネットの掲示板で自分の本名・住所・電話番号などを明かし、録音素材の提供を呼びかけた所、ドクターが名乗り出る。しかしドクターは訳あって家から出られないので取りに来て欲しいと言い、ドクターもまた本名・住所を明かす。優子が訪れるとドクターは交通事故で足が不自由になった車イスの生活をしていた。また掲示板を見たカウボーイからも電話が入り、カウボーイもまた優子に自分は青森の牧場にいると素性を打ち明ける。アキラだけが頑なに素性を明かそうとせず、オフラインミーティングをしようと提案しても、「会わない約束で始めたはず。お互いどこの誰だかわからないから面白い」と拒否。
女子高生の桂木あかねは、中学時代通っていた学習塾の後輩たちと夏休みに無人島でワークキャンプを行う計画を立てている。あかねの先輩にあたるOBの西村苑子がキャンプ・リーダー。生徒の中には高志の教え子・瓜生俊夫がいる。泳ぎの名人ということであだ名は「カッパ」に決定。その他の生徒たちも自己紹介のたびにあかねにあだ名を付けられていく。
あかねが部屋でパソコンを使っていると母・幸子がパスポートを取得したと見せにくる。あかねがキャンプに行っている間、父・誠の仕事にかこつけてスペインへ行くのだという。誠が庭であかねに飯盒炊爨のコツを伝授。あかねは「私って邪魔？ 私もキャンプより一緒にスペインに行きたい」とやきもちをやくが、父にワークキャンプも貴重な経験だとたしなめられる。結局、幸子は家を留守にするとあかねに何かあった場合に困るだろうと旅行を断念。
あかねたちはいよいよワークキャンプを開始。食事を作っていた女の子が洗った後に落として土のついたキャベツを漬け込んでしまい、ボツリヌス菌が繁殖した漬物を食べてボツリヌス中毒が発生。あかねだけは運よく漬物を食べ損ね、中毒にかからずに済む。子供たちは次々に発病。やはり助けを呼んだ方がいいと電話機を取るが、壊れたことが発覚。昼間、俊夫達が野球をしていて打球が電話機に当たり壊してしまったのを黙っていたのだった。ついには、「あんたたちいったい何を食べたの」と叱っていたリーダーまでも発病。あかねが天体観測のために持ち込んでいたノートパソコンとモデムを繋いで自宅に電話をかけることを思いつく。しかし、1989年当時のモデムには話者の声を相手に届ける機能が無いため、いくらモデムを使って通話しようとしても向こうの声がこちらに聞こえるだけで、こちらの声は向こうに届かない。そのため、母は無言電話だと思い怒って切ってしまう。窮余の策として入室可能なチャットへ手当たり次第に割り込んで助けを求めてみるが、チャット荒らしと思われてなかなか相手にされず、「芭蕉ネット」でようやく話を聞いてもらうことが出来る。いたずらではないかと優子は疑うが、医者を呼んで欲しいと懇願する文面を見た高志は俊夫がキャンプに行くと言っていたことを思い出し、あかねの身元も確認できたので詳細を聞いて沖縄の仲間を探すことになる。BBS（掲示板）で沖縄の仲間を探したところ、漁師の伊良部徹が協力。開業医の伊是名又吉を連れて船を出す。診断の結果、熱はない・物が二重に見える・薬を飲み込めないなどの症状や、あかねだけが食べなかったものが漬物であったことを思い出し、ボツリヌス中毒ということが判明、病院に搬送し血清を待つ。しかし、マウスを使った検査の結果、これまでのA,B,E,F型のどれでもないことがわかり、希少種のG型のため、国内に血清がなく、苦闘する。
ドクターが海外の掲示板で血清のありかを求めることを提案、英語のできる人はいないかと呼びかけた所、アキラが名乗り出る。高志はアキラの正体が映子であることを確信し、高志もまたドクターの家に向かう。その頃、病院では俊夫の父親ら生徒の父兄が1人だけ無事だったあかねを「どうして、食中毒にならなかったんだ?」と責めて又吉に「この子が無事だったから助けを求めることが出来たんだ!」と叱責され、血清が日本国内にないことを知って騒ぎ立てるなどの騒動を起こしていた。
パリで掲示板を見たクロード・ベレがパスツール研究所に向かうと、日本大使館員を待っていたのでは間に合わないから運んでくれと頼まれる。研究用の血清を受け取り、日本へ向かう人を探すがなかなか見つからない。旅行で来ていた安藤晴美に頼むが、彼女は自身の楽しみのことしか頭になく「事情はわかったけど私はあと数日滞在する予定なの、空港で探したらいいじゃない。」と死にかけている人の窮地を無視しようとするが、タクシーの運転手に「フランス革命の標語をご存知か？」と言われ、思い直して引き受ける。
血清が無事フランスを出たことがわかり、高志たちはひと安心。ドクターの家から映子を送り届けた高志は史郎に「先生が娘を送ってくると思って妹さんには連絡しておいたからそばがきを食べて行きなさい。これからも娘のことをよろしく頼むよ。」と言われ、泣いている映子をなぐさめ、アキラのハンドルネームやパスワードの由来を教えてもらう。
エンディングでは2学期が始まり、高志と映子の仲も進展模様。雑踏の中、高志は「あかねさんにも一度会ってみたい」と思い、また、あかねも「私たちを助けてくれた芭蕉ネットの人たちにもいつか会いたい」と考え、あかねが「会うのが楽しみ」と思った瞬間、2人はすれ違うのだった。

## スタッフ
- 脚本：佐々木守
- プロデューサー：赤地偉史
- 演出：鴨下信一
- 技術：中村秀夫
- 映像：浅利敏夫
- 照明：和田洋一、高山喜博
- 音声：高橋進、守屋慎司
- 音響：鈴木敏夫、斉藤功
- 選曲：山内直樹
- 編集：岩本正伸
- 美術制作：丸谷時茂
- デザイン：山田栄
- メイク：戸田敬子
- 衣装：蛭間勇、神山雪路
- 小道具：大村充、飯田恵一
- 持道具：荒木邦世
- 大道具：熊野健治
- 植木：アサヒ植木
- 建具：樋口一夫
- 電飾：古磨電設
- 通訳：ジャン・ビアラ
- 資料協力：関西医科大学微生物学教室、京都・パスツール研究所、パリ・パスツール研究所
- 衣装協力：ATSUKI ONISHI(株)ウイスタリア、Moe、MOGA、un peu de tout
- 協力：緑山スタジオ・シティ、エール・フランス
- 制作補：百武健之
- 演出助手：武藤隆浩
- 演出補：小松貴生、関本浩秀、田中克展、森田将、吉田邦彦
- ロケ担当：飯田康之、小川祥
- 記録：奥平治美
- パソコン指導：塩川公彦、池田賢司、山田祥平、土橋英三
- 製作著作：TBS

## 出演
- 桂木あかね：後藤久美子
- 矢野高志：加藤茶
- 矢野優子（HN:ゆーこ）：荻野目慶子
- 美山映子（HN:アキラ）：中原理恵
- 山崎松江（HN:モモコ）：加藤治子
- 佐伯拓也（HN:ドクター）：古尾谷雅人
- 吉川利次（HN:カウボーイ）：尾美としのり
- 伊良部徹（HN:トオル）：髙嶋政宏
- 伊是名又吉（医師）：レオナルド熊
- 桂木誠（あかねの父）：津川雅彦
- 桂木幸子（あかねの母）：加賀まりこ
- 美山史郎（映子の父）：藤岡琢也
- 佐伯寿麻子（拓也の母）：久我美子
- 西村苑子（ワークキャンプリーダー）：山下容里枝
- ラジオ局ディレクター：伊沢弘
- ラジオ局パーソナリティー：生島ヒロシ（本人役）
- クロード・ベレ：ジェラール・サントーズ
- 安藤晴美：小林聡美
- 東北新幹線の車掌：及川ヒロオ

以下、登場場面でのテロップ紹介なし（エンディングスクロールのみ）。
桜金造、湯浅けいこ、久保晶、螢雪次朗、山本道子、門間利夫、上田信良、森山米次、ルパン鈴木、清水美子、
山下亜紀、神田利則、佐戸井けん太、中島唱子、五月晴子、田村元治、坂本長利、千野弘美、
山崎満、島田果枝、伊予博史、安達義也、池田幸代、大矢兼臣、島敏行、秋山京子、和田周、町田幸夫、須永慶、
ミッシェル・アルマン、アンドレ・デレコンブル、ジャクリーヌ・ストープ
（子役）カケフくん（瓜生俊夫）、矢野美実、雨笠利幸、片桐奈穂、武田祐介、佐藤宏介、五十嵐吉織、小宮山留美、室町まい